# U vihoru vremena
U vihoru vremena drugi je studijski album splitskog heavy metal sastava Ultimatum.  Album je objavljen 2014. godine, a objavila ga je diskografska kuća Croatia Records.

## Popis pjesama
| 1.    | »Sestro noći«           | 4:19 |
| 2.    | »U vihoru vremena«      | 4:20 |
| 3.    | »Samo si ti u snovima«  | 4:20 |
| 4.    | »Jedina«                | 4:44 |
| 5.    | »Ave Care Dioklecijane« | 4:10 |
| 6.    | »Vrati se«              | 4:40 |
| 7.    | »Živa vatra«            | 3:35 |
| 8.    | »Sudnji dan«            | 8:42 |
| 9.    | »Tvoja budala«          | 6:12 |
| 10.   | »Noć vještica«          | 4:30 |
| 49:32 |                         |      |

## Zasluge
Ultimatum
- Mihovil Čerina – gitara
- Mate Vukorepa – vokali
- Mladen Jurišić – bubnjevi
- Božo Piteša – gitara
- Davor Rakočević – bas-gitara